# Supercopa de Brasil 2021
La Supercopa de Brasil 2021 fue la cuarta edición de la Supercopa de Brasil. Una competición de fútbol brasileña, organizada por la CBF, que reunió a los equipos campeones del Campeonato Brasileño y la Copa de Brasil del año anterior. La competencia se decidió en un solo juego programado para el 11 de abril.
El partido fue disputado por Flamengo, campeón del Brasileirão 2020, y el Palmeiras, campeón de la Copa de Brasil 2020. El conjunto carioca superó a su rival en los penales, después de un empate de 2-2, convirtiéndose en Supercampeón de Brasil.

## Clubes clasificados
|  | Flamengo  |  | Río de Janeiro |  | Campeón de la Campeonato Brasileño Serie A (2020) |
|  | Palmeiras |  | São Paulo      |  | Campeón de la Copa de Brasil (2020)               |

## Partido
| 11 de abril de 2021 | Flamengo | 2:2 (6:5 p.)               | Palmeiras                                                                                              | Estadio Mané Garrincha, Brasília |                                  |
| 16:00 (UTC-3)       | Gabriel Barbosa 22' · De Arrascaeta 45+3'                                                                          |                            | Raphael Veiga 1', 74' (pen.)                                                                           | Árbitro(s): Leandro Pedro Vuaden | Árbitro(s): Leandro Pedro Vuaden |
|                     | | Tiros desde el punto penal | |                                  |                                  |
|                     | De Arrascaeta · Filipe Luís · Matheuzinho · Vitinho · Gabriel Barbosa · João Gomes · Pepê · Michael · Rodrigo Caio |                            | Raphael Veiga · Gómez · Gustavo Scarpa · Luan · Danilo · Viña · Gabriel Menino · Gabriel Veron · Mayke |                                  |                                  |

|  |  |

| POR          | 1            | Diego Alves            |              |       |
| DEF          | 44           | Mauricio Isla          | 41'          | 62'   |
| DEF          | 5            | Willian Arão           | 76'          |       |
| DEF          | 3            | Rodrigo Caio           | 71'          |       |
| DEF          | 16           | Filipe Luís            |              |       |
| MED          | 10           | Diego                  |              | 62'   |
| MED          | 8            | Gerson                 |              | 87'   |
| MED          | 7            | Éverton Ribeiro        |              | 78'   |
| MED          | 14           | Giorgian De Arrascaeta |              |       |
| DEL          | 27           | Bruno Henrique         |              | 87'   |
| DEL          | 9            | Gabriel Barbosa        |              |       |
| Cambios:     |              |                        |              |       |
| POR          | 45           | Hugo Souza             |              |       |
| DEF          | 2            | Gustavo Henrique       |              |       |
| DEF          | 4            | Léo Pereira            |              |       |
| DEF          | 6            | Renê                   |              |       |
| DEF          | 30           | Bruno Viana            |              |       |
| DEF          | 34           | Matheuzinho            |              | 62'   |
| MED          | 17           | Hugo Moura             |              |       |
| MED          | 35           | João Gomes             |              | 62'   |
| MED          | 40           | Pepê                   |              | 87'   |
| DEL          | 11           | Vitinho                |              | 78'   |
| DEL          | 19           | Michael                |              | 87'   |
| DEL          | 43           | Rodrigo Muniz          |              |       |
| Entrenador:  |              |                        |              |       |
| Rogério Ceni | Rogério Ceni | Rogério Ceni           | Rogério Ceni | 90+3' |

| POR           | 21            | Weverton         |          |     |
| DEF           | 2             | Marcos Rocha     |          | 59' |
| DEF           | 13            | Luan             | 53'      |     |
| DEF           | 15            | Gustavo Gómez    |          |     |
| DEF           | 17            | Matías Viña      |          |     |
| MED           | 30            | Felipe Melo      | 9'       | 46' |
| MED           | 8             | Zé Rafael        |          | 46' |
| MED           | 23            | Raphael Veiga    |          |     |
| DEL           | 19            | Breno Lopes      |          |     |
| DEL           | 7             | Rony             |          | 90' |
| DEL           | 11            | Wesley           | 11'      | 59' |
| Cambios:      |               |                  |          |     |
| POR           | 42            | Jailson          |          |     |
| DEF           | 6             | Lucas Esteves    |          |     |
| DEF           | 12            | Mayke            | 79'      | 59' |
| DEF           | 26            | Victor Luis      |          |     |
| DEF           | 33            | Alan Empereur    |          |     |
| MED           | 5             | Patrick de Paula |          |     |
| MED           | 14            | Gustavo Scarpa   |          | 90' |
| MED           | 25            | Gabriel Menino   |          | 46' |
| MED           | 28            | Danilo           |          | 46' |
| DEL           | 27            | Gabriel Veron    |          | 59' |
| DEL           | 29            | Willian          |          |     |
| DEL           | 37            | Rafael Papagaio  |          |     |
| Entrenador:   |               |                  |          |     |
| Abel Ferreira | Abel Ferreira | Abel Ferreira    | 36', 38' |     |

| Jugador del Partido: Giorgian De Arrascaeta (Flamengo) |

|                                      |
| Bandera del estado de Río de Janeiro |
| Campeón C. R. Flamengo 2.º título    |